# Emiliano Zapata, Altamirano
Emiliano Zapata är en ort i Mexiko.   Den ligger i kommunen Altamirano och delstaten Chiapas, i den sydöstra delen av landet, 800 km öster om huvudstaden Mexico City. Emiliano Zapata ligger 1 220 meter över havet och antalet invånare är 219.
Terrängen runt Emiliano Zapata är bergig åt sydost, men åt nordväst är den kuperad. Runt Emiliano Zapata är det ganska glesbefolkat, med 38 invånare per kvadratkilometer. Närmaste större samhälle är El Prado Pacayal, 12,7 km öster om Emiliano Zapata. I omgivningarna runt Emiliano Zapata växer i huvudsak städsegrön lövskog.